# Raciechowice (gemeente)
De gemeente Raciechowice is een landgemeente in het Poolse woiwodschap Klein-Polen, in powiat Myślenicki.
De zetel van de gemeente is in Raciechowice.
Op 30 juni 2004 telde de gemeente 5960 inwoners.

## Oppervlakte gegevens
In 2002 bedroeg de totale oppervlakte van gemeente Raciechowice 60,97 km², waarvan:
- agrarisch gebied: 64%
- bossen: 26%

De gemeente beslaat 9,06% van de totale oppervlakte van de powiat.

## Demografie
Stand op 30 juni 2004:
| Omschrijving                   | Totaal | Totaal | Vrouwen | Vrouwen | Mannen | Mannen |
| ------------------------------ | ------ | ------ | ------- | ------- | ------ | ------ |
| eenheid                        | aantal | %      | aantal  | %       | aantal | %      |
| inwoners                       | 5960   | 100    | 2980    | 50      | 2980   | 50     |
| bevolkingsdichtheid (inw./km²) | 97,8   | 97,8   | 48,9    | 48,9    | 48,9   | 48,9   |

In 2002 bedroeg het gemiddelde inkomen per inwoner 1639,32 zł.

## Administratieve plaatsen (sołectwo)
Bojańczyce, Czasław, Dąbie, Gruszów, Kawec, Komorniki, Krzesławice, Krzyworzeka, Kwapinka, Mierzeń, Poznachowice Górne, Raciechowice, Sawa, Zegartowice.

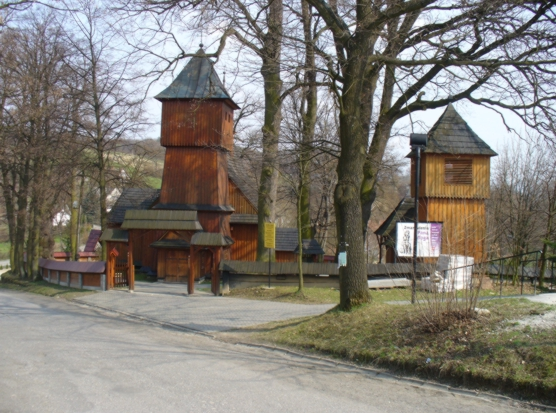
Gruszów
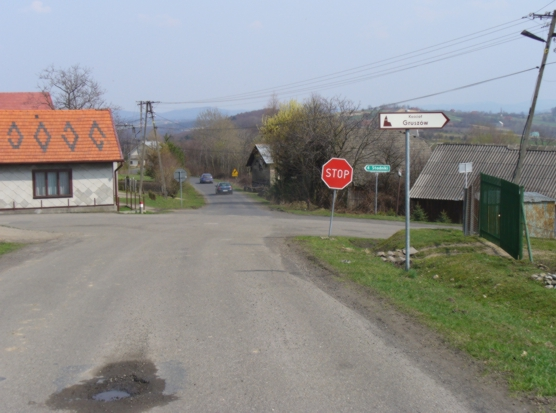
Mierzeń
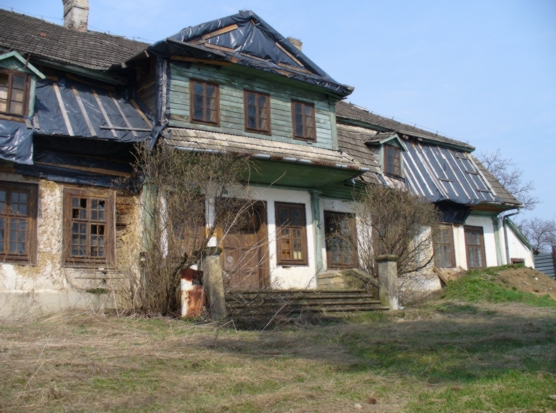
Raciechowice
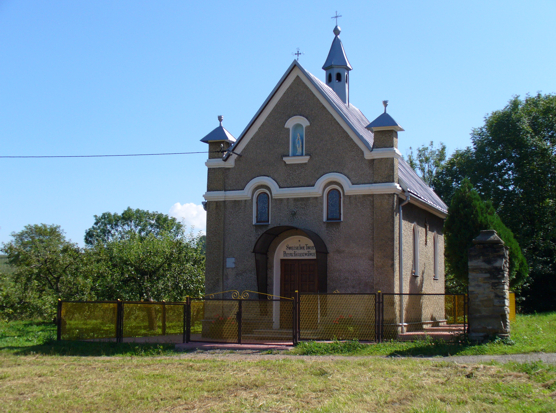
Zegartowice

## Aangrenzende gemeenten
Dobczyce, Gdów, Jodłownik, Łapanów, Wiśniowa